# Drapetis nanlingensis
Drapetis nanlingensis är en tvåvingeart som beskrevs av Yang, Gaimari och Patrick Grootaert 2005. Drapetis nanlingensis ingår i släktet Drapetis och familjen puckeldansflugor. Inga underarter finns listade i Catalogue of Life.